# Александрівське (Брянська область)
Александрівське (рос. Александровское) — село у Брасовському районі Брянської області Росії. Входить до складу муніципального утворення Погребське сільське поселення.
Населення — 17 осіб.
Розташоване за 7 км на північ від села Брасово, за 4 км на схід від селища Погреби.

## Історія
Розташоване на території Сіверщини.
Вперше згадується в першій половині XVII століття в складі Брасовського стану Севського повіту, спочатку — як село Олешанка (Ольшанка).
У 1670 році засновано парафію храму Архангела Михайла. Останню будівлю храму було споруджено в 1780 році (не збереглося).
З 1741 року село — володіння Апраксиних.
У 1778—1782 рр. входило в Луганський повіт Орловського намісництва, потім знову в Севському повіті (до 1929), з 1861 року — у складі Апраксінської (Брасовської) волості.
У 1902 році була відкрита церковно-парафіяльна школа.
З 1929 року в складі Брасовського району. У 1964 році було перейменовано в Олександрівське. До 1975 — центр Олександрівської (Олешанської) сільради, в 1975—2005 рр. — в Дубровській сільраді.

## Населення
За найновішими даними, населення — 17 осіб (2013).
У минулому чисельність мешканців була такою:
| Роки      | 1858 | 1866 | 1897 | 1926 | 1979 | 1989 | 2002 | 2010 |
| --------- | ---- | ---- | ---- | ---- | ---- | ---- | ---- | ---- |
| Населення | 460  | 550  | 756  | 869  | 335  | 166  | 90   | 33   |